# Google Workspace
Google Workspace (anteriormente conocido como G Suite, Google Apps for Work, Google Apps for Business, Google Apps y Google Apps for Your Domain) es un servicio de Google que proporciona varios productos de Google con un nombre de dominio personalizado por el cliente. Cuenta con varias aplicaciones web con funciones similares a las suites ofimáticas tradicionales, como Gmail, Meet, Drive, Docs, entre otros. Fue la creación de Rajen Sheth, un empleado de Google que posteriormente desarrolló las Chromebooks.
Además de las apps compartidas (Calendar, Docs, etc.), Google ofrece Google Workspace Marketplace, una tienda de apps para los usuarios de G Suite. Contiene diversas apps, tanto gratuitas como de pago, que pueden instalarse para personalizar la experiencia de G Suite para el usuario.

## Ediciones
Google Workspace está disponible en varias ediciones. Cada edición tiene un límite de número de cuentas de usuario individuales que se pueden crear. G Suite se lanzó con una distribución predeterminada de doscientos usuarios en la Standard Edition (gratuita), que rápidamente se cambió a cien usuarios. Además, los usuarios pueden solicitar el incremento de su límite de usuarios a través de un proceso manual cuya aprobación demora (al menos) una o dos semanas. En enero de 2009, el límite se cambió para que todas las cuentas nuevas reciban solo cincuenta usuarios, en lugar de cien, con la posibilidad de solicitar más mediante un pago. Esto se confirmó en relación con la puesta en marcha del programa de distribuidores comerciales de G Suite. Los usuarios de la Standard Edition previos a enero de 2009 mantuvieron su antigua distribución, además de la capacidad de “solicitar” más usuarios, aunque estas solicitudes de límite ahora se responden con sugerencias para “actualizar su suscripción”. En 2011 el límite del producto de G Suite gratuito se redujo a diez usuarios y se hizo efectivo para nuevos usuarios. El 6 de diciembre de 2012 Google decidió discontinuar G Suite Free Edition (Standard Edition). Los nuevos clientes comerciales se redirigirán para registrarse en G Suite Business Edition, mientras que las cuentas de G Suite Standard Edition seguirán funcionando.
El nivel de suscripción de una edición de G Suite se factura en función del número total de usuarios disponibles en la cuenta de Apps y las características de la edición se aplican a todas las cuentas de usuario en esa suscripción. No es posible comprar actualizaciones para un subconjunto de usuarios: para aumentar el límite de usuarios, las suscripciones se deben comprar para todas las cuentas. Por ejemplo, una actualización de un límite “Standar” de cincuenta usuarios para habilitar hasta sesenta usuarios implicaría el pago de sesenta usuarios, tanto si se utilizan como si no.

### G Suite Programa para Socios
Es prácticamente similar al plan Business pero con las siguientes excepciones:
- No hay límite en el número de buzones de correo.
- Google API está disponible para administrar y suministrar cuentas.

### Google Workspace Business Starter
- Sin anuncios.
- Videoconferencia y llamada de voz mediante Google Meet
- API disponibles para distintas funciones de inicio de sesión.
- Controles de seguridad y panel de administración.
- Soporte telefónico, chat y por correo electrónico todos los días del año.
- Espacio de almacenamiento de 30 GB por cuenta, para su uso en todos los servicios de G Suite, incluyendo el correo electrónico.

### Google Workspace Business Standard
- Sin anuncios.
- Videoconferencia y llamada de voz mediante Google Meet.
- API disponibles para distintas funciones de inicio de sesión.
- Controles de seguridad y panel de administración.
- Soporte telefónico, chat y por correo electrónico todos los días del año.
- Retención de correo electrónico por auditoría.
- Búsqueda inteligente de todos los documentos de la empresa mediante Google Cloud Search.
- Seguimiento de actividad de los empleados mediante Google Vault.
- Espacio de almacenamiento de 1 TB por cuenta o almacenamiento ilimitado si sobrepasa los 5 usuarios, para su uso en todos los servicios de G Suite, incluyendo el correo electrónico.

### G Suite Enterprise
- Sin anuncios.
- Videoconferencia y llamada de voz mediante Google Meet
- API disponibles para distintas funciones de inicio de sesión.
- Controles de seguridad y panel de administración.
- Soporte telefónico, chat y por correo electrónico todos los días del año.
- Retención de correo electrónico por auditoría.
- Búsqueda inteligente de todos los documentos de la empresa mediante Google Cloud Search.
- Seguimiento de actividad de los empleados mediante Google Vault.
- Sistema de prevención de pérdida de datos para Gmail y Google Drive.
- S/MIME integrado para Gmail.
- Posibilidad de agregar herramientas de terceros a Gmail.
- Llave de seguridad obligatoria en todas las cuentas.
- Análisis de registro de Gmail mediante BigQuery.
- Espacio de almacenamiento de 1 TB por cuenta o almacenamiento ilimitado si sobrepasa los 5 usuarios, para su uso en todos los servicios de G Suite, incluyendo el correo electrónico.

### G Suite for Education
Google for Education es un servicio de Google que proporciona versiones personalizables de forma independiente de varios productos de Google mediante un nombre de dominio proporcionado por el cliente. Cuenta con varias aplicaciones web con una funcionalidad similar a las suites ofimáticas tradicionales, como Gmail, Hangouts o Google Chat, Meet, Google Calendario, Google Drive, Documentos, Hoja de Cálculo, Presentaciones, Grupos, Google Noticias, Google Play, Sites y Vault. Los productos también se relacionan con el uso de Chromebooks que se pueden agregar al Dominio de Google Workspace del establecimiento educativo.
Google Workspace for Education y Google Workspace for Nonprofits (para entidades sin fines de lucro 501(c)(3) acreditadas ) son gratuitos y ofrecen la misma cantidad de almacenamiento que otras cuentas de Google Workspace.
Además de las aplicaciones compartidas (calendario, documentos, etc.), Google ofrece Google Workspace Marketplace , una tienda de aplicaciones para usuarios de Google Workspace. Contiene varias aplicaciones, tanto gratuitas como de pago, que se pueden instalar para personalizar la experiencia de Google for Education para el usuario.

## Accesibilidad: Disponibilidad de funciones
Este paquete de servicios G-Suite dispone de diferentes herramientas que permiten la accesibilidad al alumnado incluyendo aquellos que presentan diferentes necesidades.
|                                   | GMAIL | CALENDAR | DRIVE | DOCUMENTOS | HOJA DE CALCULO | PRESENTACIONES | FORMULARIOS | SITES | CLASSROOM | MEET | GROUPS |
| --------------------------------- | ----- | -------- | ----- | ---------- | --------------- | -------------- | ----------- | ----- | --------- | ---- | ------ |
| Lector de pantalla                | X     | X        | X     | X          | X               | X              | X           | X     | X         | X    | X      |
| Combinación de teclas             | X     | X        | X     | X          | X               | X              | X           | X     |           | X    | X      |
| Pantalla braile                   |       |          |       | X          |                 | X              |             |       |           |      |        |
| Compatibilidad con contraste alto | X     |          |       |            |                 |                |             |       |           |      |        |
| Cambiar botones a texto           | X     |          |       |            |                 |                |             |       |           |      |        |
| Escritura por voz                 |       |          |       | X          |                 |                |             |       |           |      |        |
| Agregar pista de subtítulos       |       |          |       |            |                 | X              |             |       |           |      |        |

## Adopción
Según un anuncio realizado en la conferencia Google I/O en junio de 2012, Gmail ya tiene 425 millones de usuarios, y 5 millones de empresas ya utilizan G Suite.
Google está haciendo un esfuerzo coordinado para aumentar su uso, sobre todo en el sector público. El ejemplo más reciente fue el anuncio en junio de 2011 por parte de NOAA, la agencia de gobierno de los EE. UU., de que sus 25.000 empleados serían migrados a G Suite a fines de ese año. En 2009, Los Ángeles, California, otorgó a Google un contrato de cinco años para proporcionar servicios de G Suite a 34.000 empleados. A principios de 2011, la Ciudad de Los Ángeles todavía estaba en proceso de implementar G Suite debido a objeciones por parte de los oficiales del Departamento de Policía de Los Ángeles acerca de la privacidad. A principios de 2010, el Laboratorio Nacional Lawrence Berkeley del Departamento de Energía de los Estados Unidos migró 5.000 cuentas de correo electrónico a G Suite. El 22 de julio de 2010, la Administración de Servicios Generales certificó que G Suite cumplió con sus requisitos de seguridad cibernética. El 29 de octubre de 2010, Google presentó una demanda contra el Departamento del Interior de los Estados Unidos, que abrió una licitación de software que requería que los licitantes usaran Business Productivity Online Suite de Microsoft. Google impulsó la demanda invocando al requisito como “excesivamente restrictivo de la competencia”.

## Análisis del ROI
Existen pocos estudios independientes que documentan los verdaderos ahorros en los costos para las empresas que adoptan las soluciones SaaS como G Suite. Un reciente estudio que no es independiente de Forrester Research indica que las grandes empresas pueden alcanzar un ROI de hasta un 329% y un umbral de rentabilidad de 1,4 meses. El estudio de Forrester se basó en un modelo de empresa de 18.000 empleados.

## Historia
- Febrero de 2006 - Google creó Gmail For Your Domain con una versión beta solamente por invitación, que permitía utilizar Gmail con un nombre de dominio personalizado. Contaba con 2 GB de almacenamiento de correo electrónico y muchas de las características estándar de Gmail.

- Agosto de 2006 - Google amplió este servicio y desarrolló Google Apps For Your Domain, incorporando los servicios de Google más recientes, como Google Calendar, Google Talk y Google Page Creator. Más tarde, Google agregó una “página de inicio” a todas las cuentas, basada en su servicio de iGoogle.

- Octubre de 2006 - Google permitió a las instituciones educativas registrarse en el servicio, que cambió su nombre a Google Apps for Education. Una implementación a gran escala de Google Apps se dio en la Universidad de Lakehead en Thunder Bay, Ontario, Canadá, donde 38.000 usuarios adoptaron Gmail y las capacidades de mensajería instantánea en el navegador.[14]

- 22 de febrero de 2007 - Google lanzó una Premier Edition para grandes empresas e hizo pública la inscripción a todos los servicios de Google Apps. Al mismo tiempo, se unificaron todos los productos y se rediseñó el panel de control en línea.

- Junio de 2007 - La migración del correo electrónico desde los servicios de correo electrónico IMAP fue añadida a Google Apps for Business.[15]
- 3 de octubre de 2007 - Google anunció que “los servicios de seguridad, cumplimiento, administración de políticas y recuperación de mensajes” de la recientemente adquirida Postini, se integran a Google Apps Premier Edition.[16][17]
- 12 de octubre de 2007 - Google anunció el incremento del almacenamiento de correo electrónico para los dominios que utilizan Google Apps. Las cuentas Premier Edition ahora tienen 25 GB de espacio cada una (antes eran 10 GB). Las cuentas Standard y Educación Edition repetirán el número dea Gmail (antes 2 GB, más de 7 GB a partir de agosto de 2008).
- 28 de febrero de 2008 - Google anunció que Google Sites estará disponible para los dominios alojados por Google Apps. Google Sites permite la edición colaborativa de sitios web y permite a los usuarios subir imágenes y videos a sus sitios.
- Septiembre de 2008 - Se eliminan Google Page Creator y el cargador de archivos como un servicio disponible para quienes solicitan Google Apps por primera vez.
- 1 de diciembre de 2008 - Google elimina la opción de la Página de inicio para las nuevas cuentas de Google Apps. Al parecer, están tratando de que los nuevos usuarios utilicen Sites en su lugar.
- 14 de enero de 2009 - Google elimina la posibilidad de añadir nuevos usuarios a los dominios de Standard Edition y limita los nuevos dominios de Standard Edition a 50 usuarios (una reducción desde los 100 anteriores).
- 29 de enero de 2009 - Google agregó Google Apps a la suite de Google Labs. Esto permite a los usuarios añadir gadgets a su bandeja de entrada, tales como ‘Offline’, ‘Tareas’ y ‘¡Tiempo de vacaciones!’.[18]
- 1 de abril de 2009 - Google añade soporte para temas en la interfaz de correo.[19]
- 9 de junio de 2009 - Google presentó Google Apps Sync para Microsoft Outlook, permitiendo a las empresas ejecutar Microsoft Exchange Server para migrar sus buzones de correo electrónico de Exchange a Google Apps.[20][21]
- 7 de julio de 2009 - Google actualizó todos los servicios de Google Apps desde el estatus 'Beta'.[22]
- 15 de septiembre de 2009 - Google anunció que ofrecerá GovCloud, que alojará Google Apps en un entorno de datos independiente con cifrado mejorado para cumplir con las normas de seguridad estatales y gubernamentales.[23]
- 9 de marzo de 2010 - Google abrió el Google Apps Marketplace, un lugar para aplicaciones de terceros en la nube que complementan a las propias aplicaciones en línea de Google.[24]
- 24 de mayo de 2010 - Google anunció que Google Wave estará disponible para los dominios alojados por Google Apps en la próxima generación (solo en inglés de EE. UU.). Google Wave fue un espacio compartido en vivo en la Web donde la gente podía debatir y trabajar en conjunto utilizando texto con formato enriquecido, fotos, videos, mapas y mucho más.[25]
- 3 de agosto de 2010 - Urs Hölzle, Vicepresidente Señor de Google, anunció que Google dejará de desarrollar Google Wave.[26]
- Mediados-fines de 2010[cita requerida] - Google comenzó a rechazar el registro de dominios .tk para Google Apps (Google Apps Standard Edition en ese momento), pero no afectó a Google Apps for Business (Google Apps Premiere Edition en ese momento) y Google Apps for Education (Google Apps Education Edition en ese momento). Se deshabilitaron todas las cuentas de Google Apps utilizando dominios .tk registrados antes de marzo de 2010. Cuando los usuarios afectados trataron de utilizar Google Apps, recibieron el siguiente mensaje: “Esta cuenta ha sido deshabilitada”.[cita requerida]
- Segundo semestre de 2010 - Las cuentas de Google Apps son migradas al mismo sistema de backend para otras cuentas de Google, un cambio técnico que permite a ambas cuentas recibir nuevas características a la vez.
- 10 de mayo de 2011 - El número de cuentas gratuitas de Google Apps (antes Google Apps Standard Edition) cae de 50 a 10.[27]
- 3 de agosto de 2012 - Los servicios de Google Video for Business y Google Apps for Teams son discontinuados.[28] Con Apps for Teams, las personas autorizadas con una dirección de correo electrónico de negocios o escolar podían utilizar los servicios de colaboración de Google sin necesidad de usar Gmail o una distribución completa de Apps for Business o Education.
- 7 de diciembre de 2012 - Google discontinúa la versión gratuita de Google Apps.[29] Aún está disponible una versión gratuita de un solo usuario para los desarrolladores de Google App Engine a través de un proceso de inscripción especial.[30]
- Junio de 2013 - Google discontinúa la versión de Google Apps para un solo usuario.[cita requerida]
- 29 de septiembre de 2016 - Google cambia el nombre de "Google Apps" por "G Suite".[31]
- 2 de abril de 2019 - Google aumenta los precios en las versiones de G Suite Basic y G Suite Business.
- 6 de octubre de 2020 - Google cambia el nombre de "G Suite" a "Google Workspace" e introduce nuevos íconos para sus servicios Gmail, Calendar, Drive, Docs y Meet.
- 14 de marzo de 2023 - Google agrega el uso de la inteligencia artificial a workspace, agregándole una gran cantidad de funcionalidades.

## Críticas
La firma de analistas Real Story Group citó varios puntos débiles de G Suite, en un estudio comparativo que hace referencia a la falta de administración, personalización y servicios de ciclo de vida, que puede obstaculizar la efectividad en entornos de grandes empresas.
Tenemos la seguridad de la información que puede ser inadecuada (y dar problemas) cuando se almacenan datos sensibles o confidenciales (en las plataformas de aplicaciones en línea). Esto es particularmente cierto para los gobiernos (donde los intereses nacionales podrían impedir el almacenamiento de información en el extranjero) y entidades comerciales de gran tamaño (donde cualquier fuga de datos puede tener graves consecuencias financieras), e individuos (donde el robo de identidad puede tener consecuencias financieras devastadoras o destruir una reputación).